# QS Близнецов
QS Близнецов (лат. QS Geminorum, HD 263446) — двойная звезда в созвездии Близнецов на расстоянии приблизительно 1 098 световых лет (около 337 парсек) от Солнца. Видимая звёздная величина звезды — от +8,97m до +8,86m.

## Характеристики
Первый компонент — белая пульсирующая переменная звезда типа Дельты Щита (DSCT) спектрального класса A3*, или A8IV*. Масса — около 1,6 солнечной, радиус — около 3,22 солнечных, светимость — около 130 солнечных. Эффективная температура — около 7027 К.
Второй компонент — коричневый карлик. Масса — около 19,1 юпитерианских. Удалён в среднем на 1,916 а.е..